# Аксель Кронштедт
Аксель Кронштедт (швед. Axel Frederic von Cronstedt; 23 грудня 1722, Штрепста — 19 серпня 1765, Стокгольм) — шведський хімік. Відкрив елемент нікель.
У 1738 році Аксель Кронштедт записується в університет Уппсали. На бажання свого батька вивчав спочатку математику, щоб пізніше стати військовим офіцером. Йоган Ґоттшальк Валлеріус пробудив у нього інтерес до мінералогії, якій він присвятив своє життя. У 1742 році він починає працювати в управлінні шахтами Швеції, де з часом отримує все вищі посади. У 1758 році стає керівником східних та західних шахт Швеції. У 1751 році йому вдається вперше виділити екстракцією елемент нікель. Вже у 1753 році стає членом Шведської академії наук. Назву елемент отримав у 1754 році, хоча сам Кронштедт називав його до 1756 року цеолітом.